# Adolf Doležal
Adolf Doležal, křtěný Adolf Jan Emil (18. února 1898 Kukleny (Hradec Králové) – 25. září 1978 Hradec Králové) byl český akademický malíř, grafik a ilustrátor.

## Život
Adolf Doležal se narodil v Kuklenách, dnešní části Hradce Králové v rodině poštovního úředníka Adolfa Doležala a jeho ženy Leopoldiny rodem Sejvlové z Farářství.. V Hradci Králové studoval reálné gymnázium, kde získal první malířské školení na hodinách Antonína Hudce. V roce 1914 navštěvoval Schlosser-Petersovu školu. V letech 1915–22 studoval na pražské Akademii výtvarných umění, nejprve rok u Josefa Loukoty, poté dva roky u Vlaho Bukovace, další dva roky u Maxmiliána Pirnera a poslední dva roky u Karla Krattnera. V roce 1925 obdržel stipendium města Hradce Králové a odjel na šestiměsíční studijní pobyt do Francie. Zúčastnil se výstavy dekorativního umění v Paříži a pobýval též v Normandii v Le Havru, Remeši a Verdunu. Ještě v roce 1925 zvládl uspořádat v hradeckém muzeu svou první soubornou výstavu. V roce 1926 pokračoval ve svých studijních cestách na Šumavě (Buk pod Boubínem) či během kratšího letního pobytu v Krkonoších. Trvale ovšem pracoval v Hradci Králové. V roce 1943 zajížděl na studijní cesty do Posázaví a na Českomoravskou vrchovinu.
Tematicky bylo jeho dílo široce rozkročené, nicméně v něm převažovaly krajinomalby východních Čech a hlavně pohledy na stará zákoutí Hradce Králové a jeho bezprostředního okolí, většinově dnešních součástí města (Kukleny, Malšovice, Plačice, Kluky, Nový Hradec Králové, Zámeček, Třebeš, Libčany). Nejprve byl zastáncem realismu. Maloval v duchu pozdní nápodoby impresionismu. Jeho krajinné obrazy jsou zabydleny lidmi, často oráči, mlatci apod., věnoval se např. vyobrazení žní. Kromě krajiny maloval také zátiší, zejména květinová, a portréty.
Prosadil se nejen v malířství, ale i dalšími výtvarnými technikami (dřevoryt, linoryt, litografie) jako grafik. Byl autorem plakátů, příležitostných grafik a ilustrací v knihách a časopisech. Nejvíce pracoval pro pražské nakladatelství Antonína Krále. Na paměť požáru společné cihelny ve Svobodných Dvorech v roce 1925 vytvořil dřevoryt nazvaný Požár cihelny ve Dvorech Svobodných. Během první republiky pořídil pro Jednotu divadelních ochotníků Tyl v Kuklenách dekorace divadelní scény.

## Výstavy

### Samostatné výstavy
- 1925 (15. listopadu až 6. prosince[6]), Městské muzeum, Hradec Králové – 121 obrazů a 33 kreseb[7], díla z období tří let po ukončení studií včetně studijní cesty po Francii[2]
- 1943 (5. až 24. prosince[6]), Městské muzeum, Hradec Králové – 150 děl[7], obrazy a kresby z let 1939–43, katalog k výstavě od Františka Tichého[2]
- 1946, knihkupectví Svoboda, Hradec Králové

### Kolektivní výstavy
- 1926, Zimní krajina, Městské průmyslové muzeum Hradec Králové[6]
- 1936, Souborná výstava prací členů SVU v Hradci Králové, Městské průmyslové muzeum Hradec Králové[6]
- 1940–1941, Národ svým výtvarným umělcům, Praha
- 1945/46, Skupina výtvarníků Hradec Králové, Městské muzeum Hradec Králové[6]
- 1954, Česká krajina 19.–20. století (ze sbírek krajské galerie), Hradec Králové

## Dílo

### Obrazy
- Dělník, 1918 (Národní galerie Praha)
- Královéhradecký motiv, 1924 (Muzeum východních Čech v Hradci Králové)

### Knižní ilustrace
- Josef Jahoda: Duše domu, 1924
- Otokar Pospíšil: Tulák: Životopis dítěte, 1925
- Karel Stloukal: Eliška Rejčka: hradecká královna, 1942[4]

## Zajímavosti
- Jeho žena byla také malířkou.[2]
- V Hradci Králové bydlel na adrese Komenského 241.[8]
- V Hradci Králové – Malšovicích se nachází ulice Adolfa Doležala.[9]
- Podobiznu Adolfa Doležala vytvořil v roce 1925 Franta Líbal.[3]
- Na jaře roku 1923 proběhla v městském muzeu v Hradci Králové výstava Stavební živnosti a průmysl. Vystavený Doležalův obraz s pohledem na výstaviště a muzeum byl věnován Františku Ulrichovi, který jej věnoval muzeu.[6]
- V roce 1925 vytvořil pro královéhradecký sokol slavnostní prapor.[10]
- Za obraz Mlácení v Plačicích dostal dostal od rady Krajského národního výboru čestné uznání za záslužnou práci[5]